# 1. оклопна армија (Вермахт)
Прва оклопна армија била је немачка тенковска армија, која се борила у Другом светском рату.

## 1940.
Када је формирана, Прва оклопна армија је добила име оклопна група Клајст и активирана је 16. новембра 1940, са генерал-пуковником Евалдом фон Клајстом на челу. Била је размештена окупираној Француској до 1941. Априла 1941, Панцер група Клајст је учествовала у инвазији на Југославију као део Друге армије генерала Максимилијана фон Вајхса. Оклопна група Клајст се добро показала на југословенском фронту, брзо сломивши југословенску Пету и Шесту армију, пре уласка у Београд.

## 1941.
Маја 1941, оклопна група Клајст је постала   1.оклопна група, и постала је део Групе армија Југ, фелдмаршала Герда фон Рундштета, почетком операције Барбароса. На почетку ове операције, јуна 1941,  1.оклопна група је укључивала две оклопне дивизије и две моторизоване СС дивизије, међу којима је била и Телесна гарда Адолфа Хитлера.  1.оклопна група се борила против Црвене армије на јужном делу Источног фронта. 6. октобра 1941,  1.оклопна група је преименована у Прву оклопну армију (1. Panzerarmee) након пада Кијева, а Клајст је још увек био на челу. Након тога, прва оклопна армија је кренула у поход на Ростов. Заједно са Телесном гардом Адолф Хитлер предвођеном обергрупенфирером Сепом Дитрихом, фон Клајст је невољно извршио напад на Ростов. Његова 1.оклопна армија је успела да освоји град у новембру, али га је Црвена армија ослободила осам дана касније.

## 1942.
Јануара 1942. формирана је армијска група фон Клајст, која се састојала од 1.оклпопне армије и 17. армије, са фон Клајстом на челу. армијска група фон Клајста је играла главну улогу у одбијању совјетског напада у Другој бици за Харков маја 1942. Ова армијска група је распуштена истог месеца. 1.оклопна армија, још увек под фон Клајстовом командом, која је раније била придружена Групи армија Југ, је постала део Групе армија А под фелдмаршалом Вилхелмом Листом. Група армија А је по плану требало да води поход на Кавказ током операције Плави и да заузме Грозни и нафтна поља код Бакуа. Прва оклопна армија је требало да буде на челу напада. Напад је у почетку био успешан, и освојени су Ростов, Мајкоп, Краснодар, и цела кубанска област.
Међутим, септембра 1942, офанзива Групе армија А је заустављена на Кавказу, и Лист је смењен. Након што је Адолф Хитлер на кратко лично преузео команду над Групом армија А, поставио је фон Клајста на чело, 21. новембра 1942. Кад је фон Клајст преузео команду над Групом армија А, генерал-пуковник Еберхард фон Макензен је постао командант прве оклопне армије. Децембра 1942, кад је Немачка шеста армија већ била уништена у Стаљинградској бици, Црвена армија је започела успешну офанзиву против Групе армија А. 1.оклопна армија је евакуисана кроз Ростов јануара 1943, пре него што су Совјети успели да је одсеку у Кубану. До фебруара 1943, повукла се западно од реке Дон, и фон Клајст је повукао остатак својих снага са Кавказа у област Кубана, источно од Керчког мореуза.

## 1943.
Јануара 1943, фон Макензенова  1.оклопна армија је придружена Групи армија Дон под фелдмаршалом Ерихом фон Манштајном. Месец дана касније, фон Манштајн је распоредио прву оклопну армију заједно са 4.оклопном армијом за контранапад на северно крило совјетских снага које су извршиле пробоје. Прва оклопна армија је допринела немачком успеху у Трећој бици за Харков, марта 1943. Октобра 1943, совјетске снаге су прешле реку Дњепар између Дњепропетровска и Кременчуга. Прва оклопна армија је извршила контранапад заједно са 8.армијом, али није успела да истера Совјете. Крајем тог месеца, кад је Црвена армија окружила Кијев, фон Макензена је заменио генерал-пуковник Ханс-Фалентин Хубе. Марта 1944, две совјетске тенковске армије су се пробиле кроз Украјину и запретиле су да одсеку  1.оклопну армију и осму армију од СС и четврте оклопне армије. Истог месеца, Хитлер је разрешио фон Манштајна дужности.

## 1944.
1.оклопна армија је остала део Групе армија Југ од марта 1943. до јула 1944. До тад су се немачке снаге повукле из Украјине и Совјети су већ претили Варшави. Марта 1944, 1.оклопна армија се нашла у кризи јер су је опколила два совјетска фронта у бици за Каменц-Подолски џеп. Изведен је пробој и већина људства се извукла, али је тешка опрема изгубљена. Октобра 1941, када је Прва оклопна армија формирана, била је велика армија, која се састојала од четири корпуса, неколико пешадијских, оклопних, моторизованих, планинских и СС дивизија, заједно са неколико италијанских, румунских и словачких дивизија. До пролећа 1944, прва оклопна армија се значајно смањила и састојала се од само три корпуса, две пешадијске, четири оклопне и једне СС дивизије. Након јула 1944. повукла се из Украјине и Пољске пре него што је са Групом армија А учествовала у борбама у Словачкој. Током свог постојања, од октобра 1941, до маја 1945, Прва оклопна армија је све време провела на Источном фронту. Распуштена је 8. маја 1945. Њен последњи командант је био генерал Вилхелм Хасе.

## Команданти
- фелдмаршал Евалд фон Клајст (5. октобар 1941 — 21. новембар 1942)
- генерал-пуковник Еберхард фон Макензен (21. новембар 1942 — 29. октобар 1943)
- генерал-пуковник Ханс-Фалентин Хубе (29. октобар 1943 — 21. април 1944)
- генерал пешадије Курт фон дер Шеваље (21. април 1944 — 18. мај 1944)
- генерал-пуковник Ерхард Раус (18. мај 1944 — 15. август 1944)
- генерал-пуковник Готхард Хајнрици (15. август 1944 — 19. март 1945)
- генерал панцер снага Валтер Неринг (19. март 1945 — 3. април 1945)
- генерал пешадије Вилхелм Хасе (3. април 1945 — 8. мај 1945)